# Ярославський Олександр Борисович
Ярославський Олександр Борисович (м. Томськ або Москва, 22 серпня 1896 або 1891 року — не пізніше 10 грудня 1930 року, СЛОН) — російський поет, письменник-фантаст, один із основоположників літературної течії «біокосмізм».

## Біографія
Народився в сім'ї лікаря. В 1907—1914 роках навчався у гімназії міста Владивосток. В 1912 році опублікував свій перший вірш у місцевій газеті. Поступив на фізико-математичний факультет Петербурзького університету, проте до навчання не приступив. У листопаді 1914 і вересні 1915 року робив спроби поступити добровольцем у 1-шу авіаційну роту для навчання пілотажу; на початку 1916 року був переведений на службу в 176-й піхотний запасний батальйон, а вже 4 травня 1916 року дезертирував. Перебував спочатку у Петрограді, потім переїхав до Владивостока. Саме тут з'являються його перші збірки футуристичної спрямованості. В середині літа 1919 року опиняється у в'язниці за звинуваченням в революційній агітації. Був звільнений в 1920 році й невдовзі приєднався до іркутського анархістського загону «Діда» (Нестора Каландарішвілі). Ярославський очолює культурно-просвітницький відділ загону.
В 1922 році прибуває до Москви й зближується з угрупованням «біокосмістів». Влітку цього року вступає до «Креаторію біокосмізму». Внаслідок внутрішніх непорозумінь серед представників цієї течії Ярославський переїжджає до Петербурга й засновує там «Північну групу біокосмістів».
Північна група на чолі з Ярославським активно пропагувала євгеніку, ідеї регенерації тканин, анабіоз. На одному з агітаційно-поетичних зібрань Олександр Ярославський познайомився зі своєю майбутньою дружиною Євгенією Маркон (1901—1931).
В 1924—1926 роках подружжя Ярославських мандрує по СРСР і заробляє собі на життя антирелігійними та літературними лекціями.
У вересні 1926 року Ярославський з дружиною виїжджають до Берліна, де влаштовуються на роботу в телеграфному агентстві. У емігрантській пресі Ярославський виступає з різкою критикою виродження революції у державний капіталізм.
В лютому 1927 року, охоплений ностальгічними настроями, Ярославський з дружиною повертається до Ленінграда:
|  | Їду в Росію розстрілюватися… А якщо більшовики мене не розстріляють, — тим краще! |

В травні 1928 року Ярославського було арештовано. Постановою ОДПУ від 1 жовтня 1928 року він був засуджений до п'яти років ув'язнення. В Соловецький табір особливого призначення прибув 4 листопада 1928 року. Через невдалу спробу Євгенії Ярославської організувати чоловікові втечу, був засуджений до розстрілу. Розстріляний на початку грудня 1930 року.

## Творчість
Основні теми творчості Ярославського — соціальна справедливість, перманентна революція, анархічне заперечення державності, прорив у космос, міжпланетне братство пролетарів та імморалізм. Ці теми є сюжетоутворюючими у вірші «На штурм Всесвіту» (1922), в оповіданні «Пролетарі — в небо» (1923), в поемах «Грядущий потоп» (1918) і «Поема анабіозу» (1922). Ярославський написав і випустив у 1926 році свій єдиний роман «Аргонавти Всесвіту», де висунув ряд яскравих і випереджаючих свій час ідей: панспермія, кріонічні саркофаги, вселенське братство розумів і міжзоряний зв'язок.

## Ярославський як видавець
Початком видавничої діяльності Ярославського можна вважати випущену в похідній типографії загону Каландарішвілі книгу віршів «Кров і радість» (1920), присвячену «Дідові». У 1921 році в Бюро друку Далекосхідної республіки виходить його п'ята збірка віршів «Закривавлені тротуари».
По приїзді в Москву видавнича діяльність продовжилася, було організоване ефемерне видавництво «Супрадини», яке, втім, нічим іншим, крім видання книг самого Ярославського не прославилося. Всього одна книга була випущена з маркою видавництва «Антитаксидермісти». Видавництва «Біокосмісти» також фактично не існувало, просто Ярославський, як один з основоположників літературної течії «біокосмізму», переважно видавав свої твори, зазначаючи слово «Біокосмісти» на тому місці обкладинки, де зазвичай вказують назву видавництва. Зокрема під маркою «Біокосмісти» вийшли книги Ярославського: «Корінь з Я. Посвята Євгенії Маркон» (1926), «Аргонавти Всесвіту» (1926), «Москва Берлін» (1927). Саме через це в бібліографічних описах його книг часто назва літературної течії вказувалася як видавництво.
З 1922 року біокосмісти почали видавати журнали «Біокосміст» та «Безсмертя» (редактор останнього О. Ярославський), в яких друкувалися матеріали по біокосмізму, поетичні збірки, науково-фантастичні твори. Найвідомішим зібранням творів біокосмістів стала збірка «Біокосмісти. Десять штук». У листопаді 1922 року журнал А. Ярославського «Безсмертя» був закритий Петроградським губвиконкомом за звинуваченням в порнографії.

## Видання творів

### Роман «Аргонавти Всесвіту»
1. Аргонавты Вселенной. — М.-Л.: Биокосмисты, 1926. — 176 с.
2. Аргонавты Вселенной (роман) // Аргонавты вселенной: (Роман-утопия). Сост. и биогр. очерк А. Шермана. — Б. М.: Salamandra P.V.V., 2013. [Архівовано 19 серпня 2019 у Wayback Machine.] — С. 7-146. — (Серия: Polaris: Путешествия, приключения, фантастика).
3. Аргонавты Вселенной. — Екатеринбург: Издательский дом «Тардис», 2014. — 150 с. — (Серия: Фантастический раритет, вып. 252).

### Оповідання
- Пролетарии — в небо // Советская правда (Челябінськ). — 1923. — № 149. — 5 июля.
- Маленькие рассказы. — Берлин, 1926.

### Збірки
- Плевок в бесконечность. — Владивосток: Изд. Дальневосточного союза профсоюзов, 1917.
- Звёздный манифест: Стихотворения. — Владивосток, 1918. — 15 с.
- Грядущий потоп. — Владивосток, 1919.
- Кровь и радость. — Иркутск: Культурно-просветительского отдела при отряде Каландаришвили, 1920. — 15 с.
- Окровавленные тротуары. — Верхне-Удинск: Бюро печати Дальневосточной республики, 1921. — 48 с.
- Великолепное презрение: Шестая книга стихов. — Чита: Дракон, 1921.
- Причёсанное солнце. — Чита: Дракон, 1921. — 24 с.
- На штурм вселенной. — Петроград: Ком. поэзии Биокосмистов-имморталистов, 1922.
- Сволочь Москва (поэма). — М.: Супрадины, 1922. — 32 с.
- Святая бестиаль. — Петроград: Ком. поэзии Биокосмистов-имморталистов. (Сев. группа), 1922. — 15 с.
- Миру поцелуи. — Петроград: Комитет поэзии Биокосмистов-имморталистов (Сев. группа), 1923. — 14 с.
- Корень из Я. — Л.-М.: Биокосмисты, 1926. — 272 с.
- Москва Берлин. — Берлин: Биокосмисты, 1927. — 32 с.